# Göllnitz
Göllnitz è un comune di 325 abitanti della Turingia, in Germania.

Appartiene al circondario dell'Altenburger Land ed è parte della Verwaltungsgemeinschaft Rositz.